# 크리스티안 피날레스
크리스티안 하비에르 피날레스(스페인어: Cristian Javier Pinales, 2000년 11월 2일~)는 도미니카 공화국의 권투 선수이다. 2024년 하계 올림픽 남자 복싱 미들급에서 동메달을 획득했다.